# Cobija
Cobija é uma cidade da Bolívia, capital do departamento de Pando e da província de Nicolás Suárez. No censo realizado em 2001, possuía uma população de 20.987 habitantes. Em 2020, a cidade possuía 78.555 habitantes.
Está situada à beira do Rio Acre, na fronteira com o Brasil, tendo Brasileia e Epitaciolândia como vizinhos, à uma altitude de 235 metros acima do nível do mar com um clima tropical e chuvoso, e à 600 km ao norte de La Paz, Cobija tem um aeroporto (o Aeroporto Anibal Arab) que possui uma pista asfaltada de 2.000 metros e está conectada através de uma estrada (Ruta 13) com o departamento do Beni, a qual às vezes não é transitável no período das chuvas.

## História
Cobija foi fundada em 1906 com o nome de Bahía, mudou seu nome para o atual em 1908 em homenagem ao antigo porto de mar boliviano Cobija (Lamar) no Oceano Pacífico. Cobija experimentou um auge econômico na década de 1940 graças a implantação da indústrial de borracha.  Quando a indústria entrou em colapso, perdendo-se uma importante fonte de renda, Cobija empobreceu. Atualmente Cobija está se desenvolvendo novamente e sua população está aumentando. Atualmente, a principal atividade econômica da região é a castanha da Bolívia , embora o turismo e o comércio estejam crescendo. Existe uma zona  franca na cidade, a maior da Bolívia.

## Geografia
Cobija está localizada no extremo norte da Bolívia, a 614  km de La Paz . É a capital do departamento de Pando e também da província de Nicolás Suárez . Cobija está a uma altitude de cerca de 205m, às margens do rio Acre, fronteira natural com o Brasil, em frente à cidade brasileira de Brasiléia, com a qual está ligada pela Ponte Binacional Wilson Pinheiro.
Cobija está localizada na parte sudoeste da bacia amazônica e é caracterizada por um clima tropical úmido. As oscilações de temperatura são baixas, tanto durante o dia como durante o ano. A umidade é alta, de modo que chuvas fortes ocorrem continuamente em grande parte do ano. A temperatura média anual é de 25 ° C, os valores mensais oscilam entre 23,5 ° C e 26,5 ° C. A precipitação anual de cerca de 1750 mm é mais do que o dobro da precipitação na Europa Central. Apenas os meses de junho a agosto são caracterizados por uma estação seca , em que a pequena quantidade de precipitação evapora rapidamente, de novembro a março cai em média mais de 200 mm de chuva.

## Demografia
A população de Cobija aumentou muito durante essas duas últimas décadas. Estima-se que 74.000 habitantes estejam morando na cidade, o que representa um aumento de cinco vezes.
A tabela a seguir é uma amostra da evolução demográfica do município de Cobija ao longo dos anos e décadas.
| População Histórica do município de Cobija | População Histórica do município de Cobija | População Histórica do município de Cobija |
| Año                                        | Habitantes                                 | Fonte                                      |
| ------------------------------------------ | ------------------------------------------ | ------------------------------------------ |
| 1950                                       | 1 726                                      | Censo boliviano de 1950                    |
| 1976                                       | 3 636                                      | Censo boliviano de 1976                    |
| 1992                                       | 10 001                                     | Censo boliviano de 1992                    |
| 2001                                       | 20 820                                     | Censo boliviano de 2001                    |
| 2012                                       | 46 267                                     | Censo boliviano de 2012                    |
| 2019                                       | 74 546                                     | Estimativas do INE                         |
| 2021                                       | -                                          | Censo boliviano de 2021                    |

## Transporte
O Aeroporto Capitán Aníbal Arab Fadul é o terminal aéreo da cidade, localizado a sudoeste da cidade, com vôos para as principais cidades bolivianas, operados pelas companhias aéreas Boliviana de Aviación e Ecojet . No sudoeste da cidade fica a rodoviária.
Cobija está conectada ao seu par Brasileia a leste do lado brasileiro através da Ponte da Amizade que cruza o rio Acre . Para o interior do país, está ligada pela Rodovia 13, que é asfaltada até a localidade de Porvenir , e segue em direção ao departamento de Beni .

## Galeria

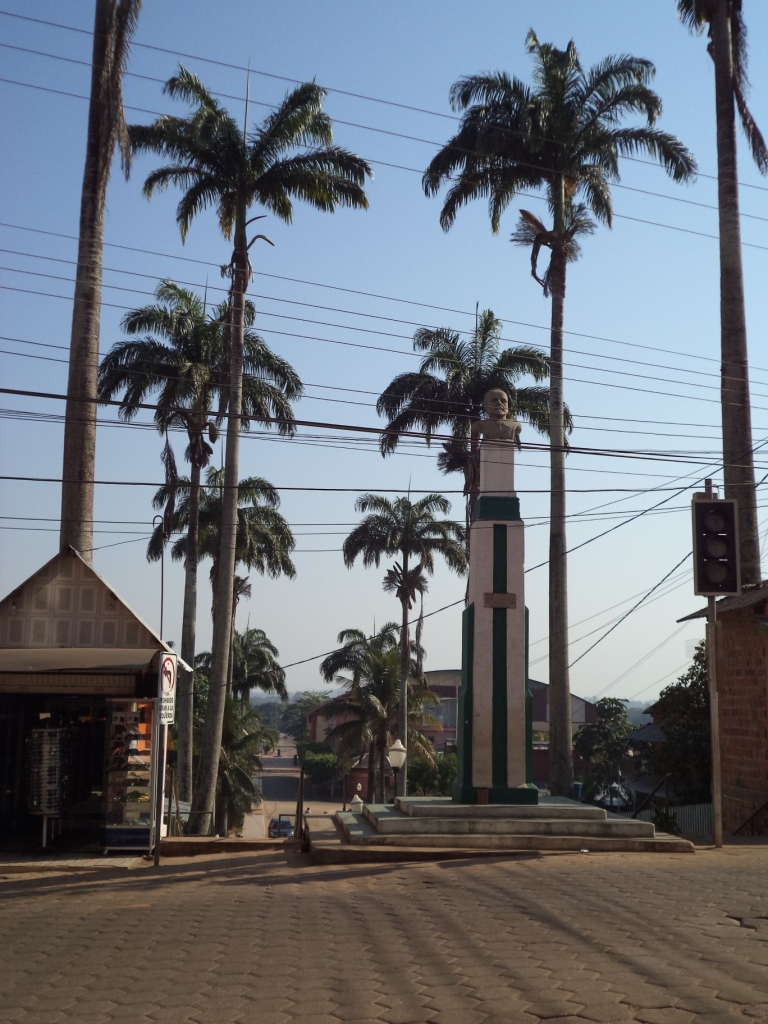
Cobija, Bolivia
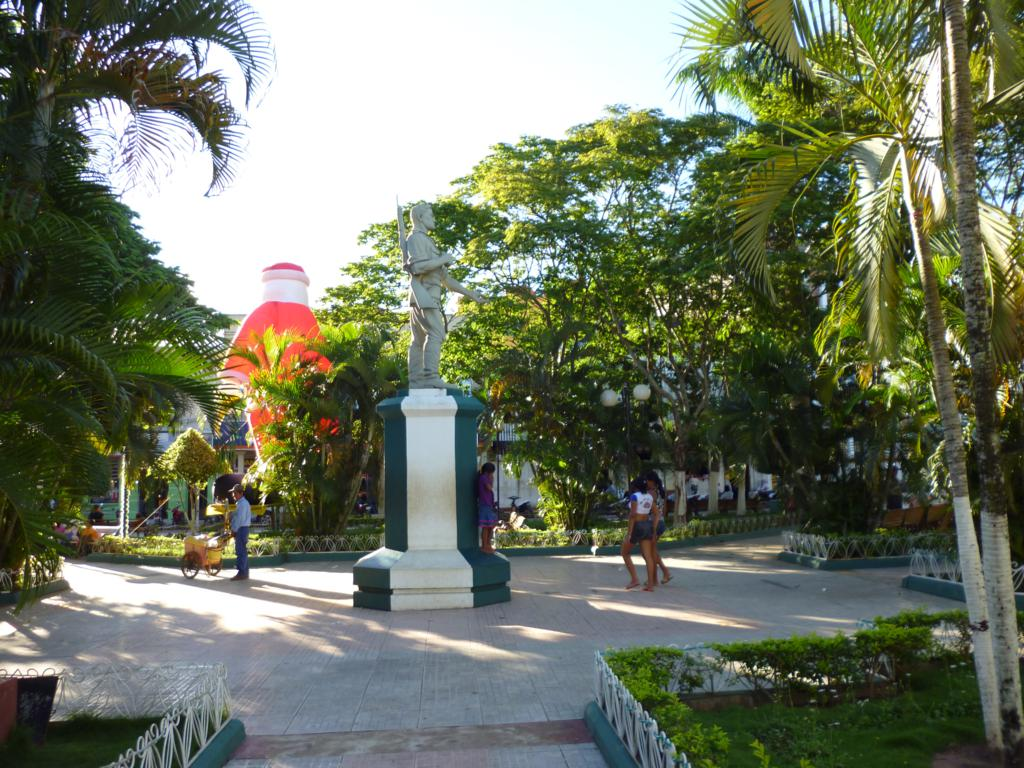
Parque central de Cobija
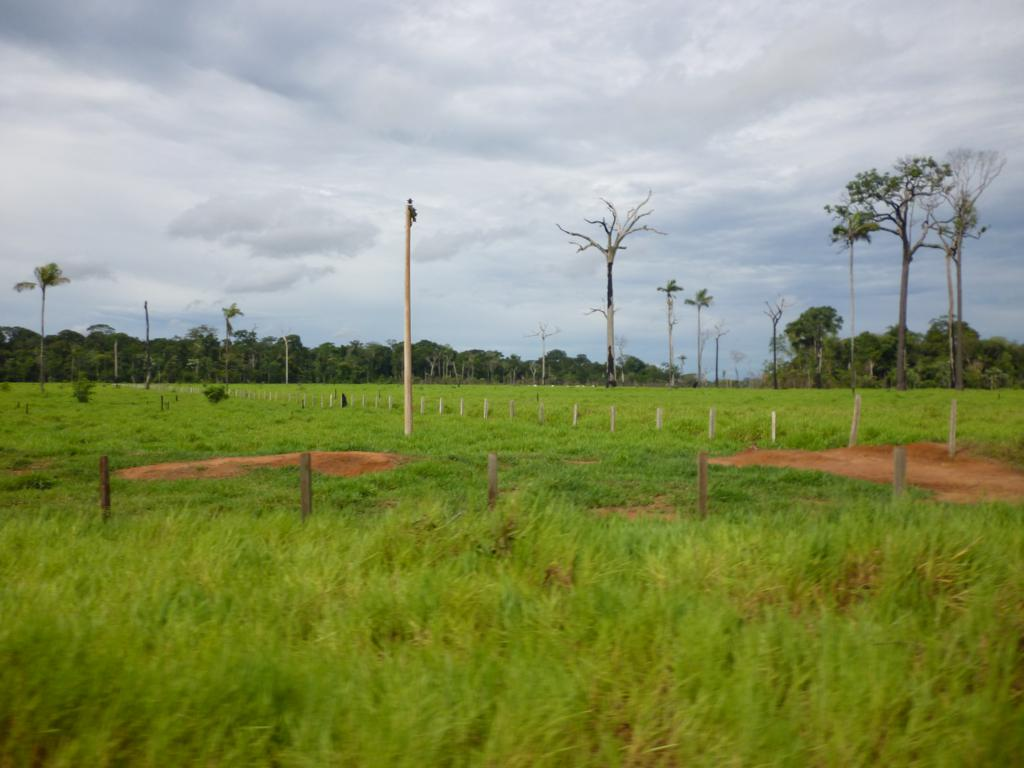
Vista ao longo da estrada em direção a Riberalta
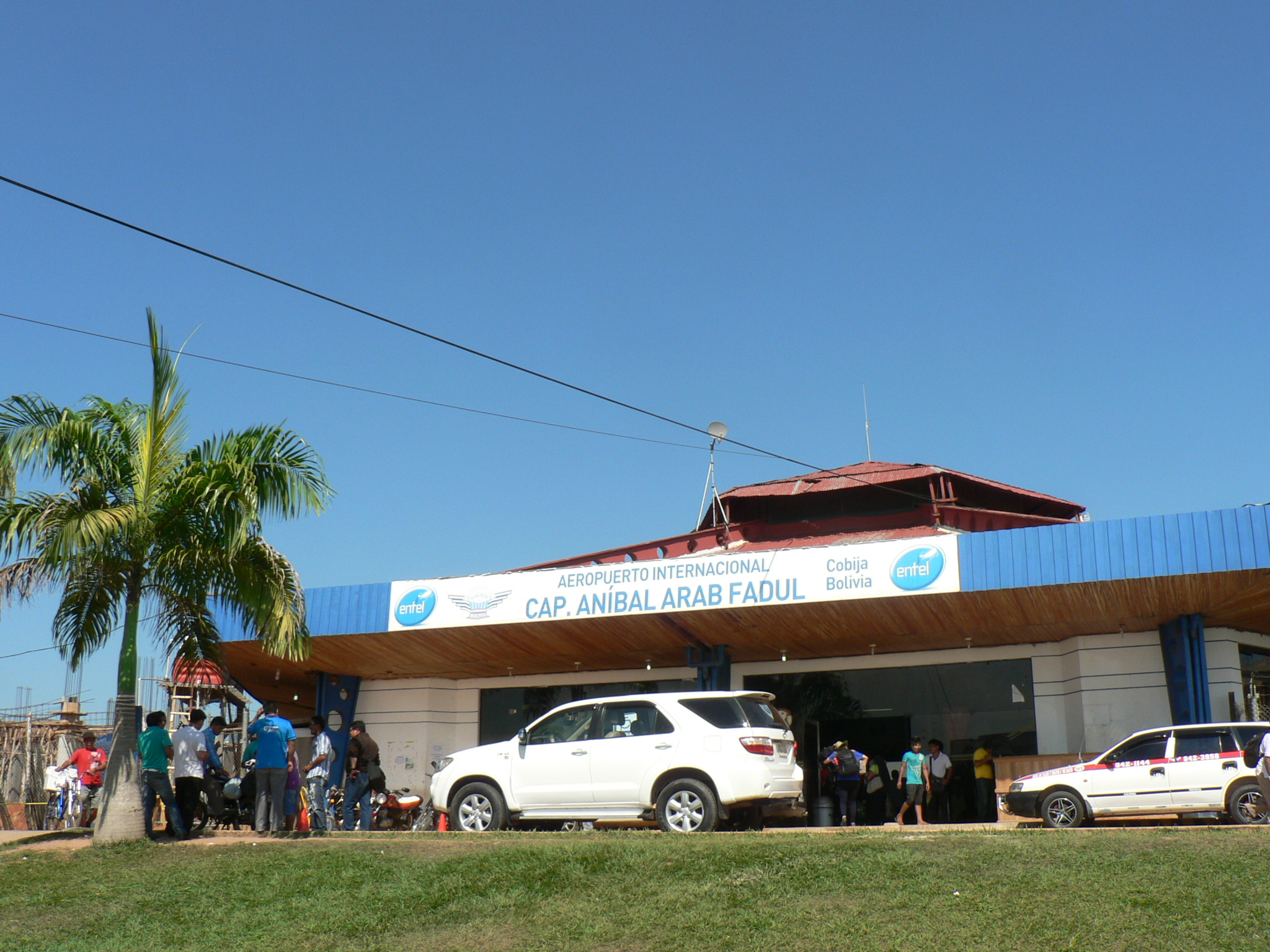
Antiga fachada do aeroporto de Cobija, antes da reforma.
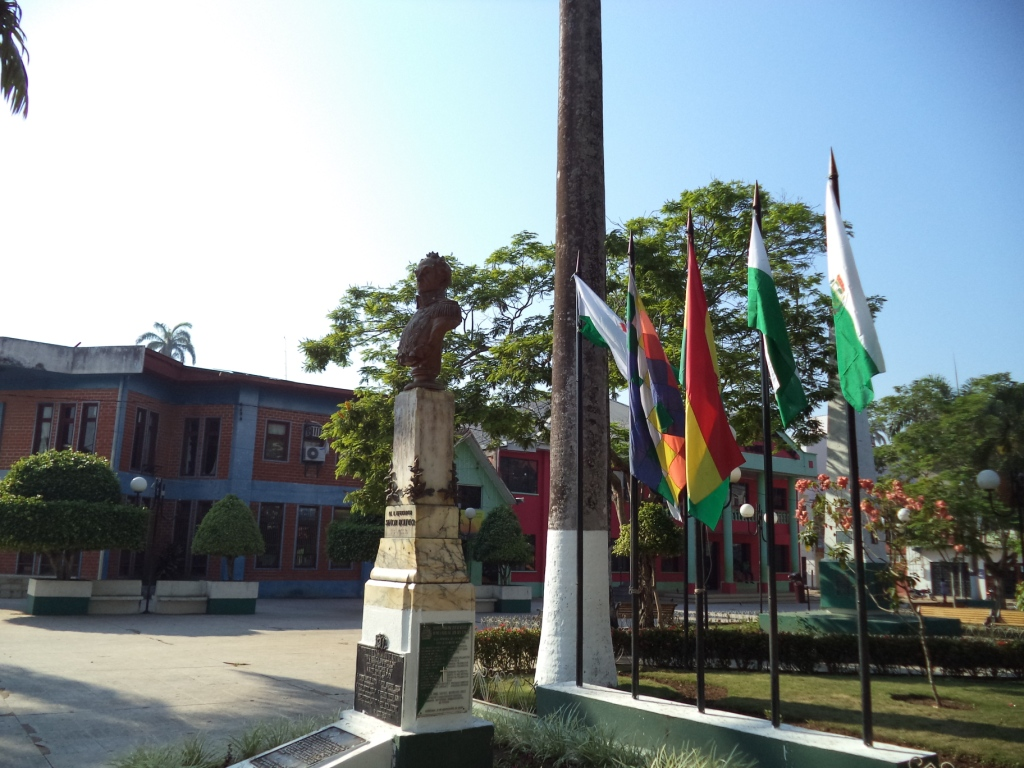
Busto de Simón Bolívar em Cobija
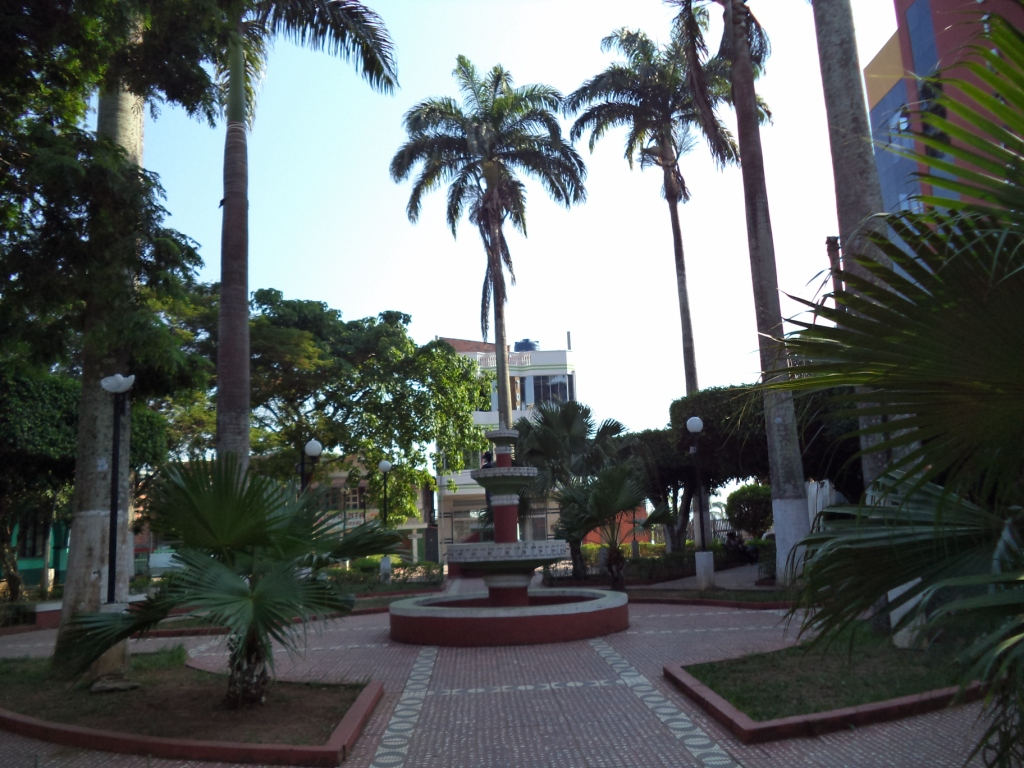
Cobija, Pando, Bolivia
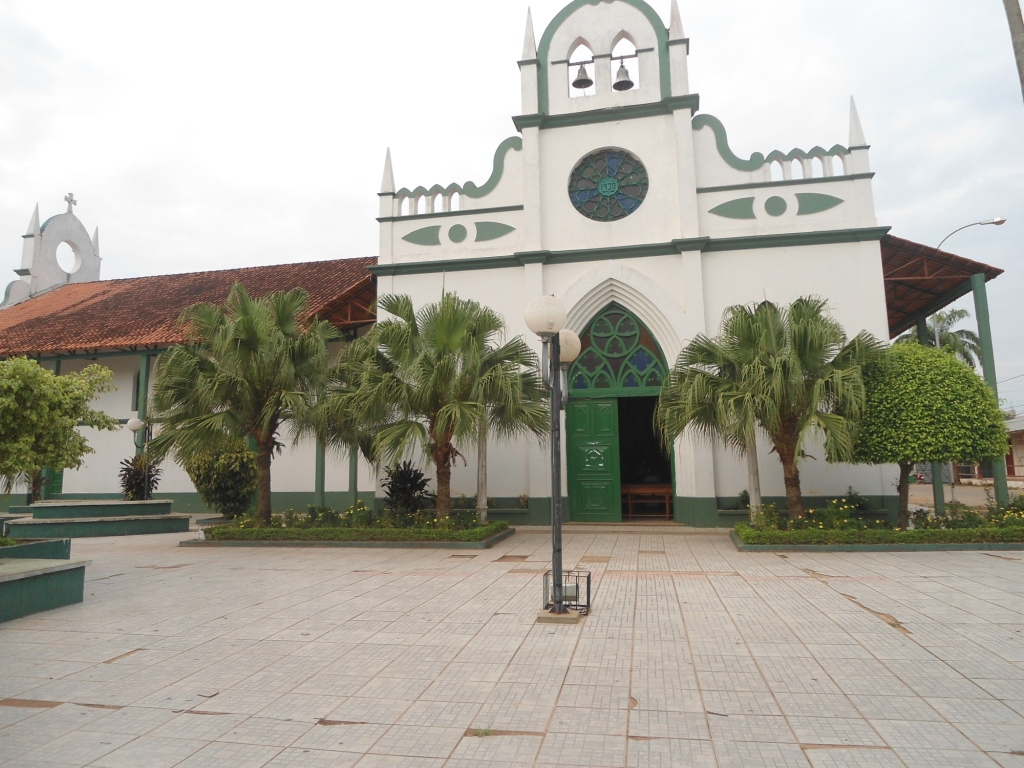
Catedral de Nossa Senhora do Pilar.